# (242450) 2004 QY2
(242450) 2004 QY2, ранее 2004 QY2 — астероид на вытянутой орбите, околоземный объект, потенциально опасный астероид группы аполлонов. Обладает диаметром около 3 км. Открыт 20 августа 2004 года в рамках обзора обзора Сайдинг-Спринг при видимой звёздной величине 16,5 по данным 0,5-метрового Уппсальского телескопа. Один из крупнейших известных потенциально опасных астероидов.

## Орбита и классификация
2004 QY2 обращается вокруг Солнца на расстоянии 0,6-1,6 а. e. с периодом 14 месяцев (412 дней; большая полуось орбиты равна 1,08 а. е.). Орбита обладает эксцентриситетом 0,48 и наклонением 37° относительно эклиптики. Дуга наблюдения начинается с официального открытия в обсерватории Сайдинг-Спринг.
Объект принадлежит группе аполлонов, крупнейшей группе околоземных астероидов, пересекающих орбиту Земли. В отличие от многих других представителей данной динамической группы,2004 QY2 не пересекает орбиту Марса.

### Тесные сближения
При абсолютной звёздной величине 14,7 2004 QY2 является одним из наиболее ярких известных потенциально опасных астероидов. Он обладает минимальным расстоянием пересечения орбиты 0,0469 а. е., что равно 18,3 радиусам лунной орбиты. 29 июля 2012 года он прошёл на расстоянии 0,4314 а. е. от Земли.

### Таблица рисков Sentry
Поскольку первоначальное определённый диаметр составил 5,5 км, 2004 QY2 является одним из крупнейших объектов, появившихся в таблице рисков соударений Sentry. 25 августа 2004 года астероид был исключён из таблицы.

## Физические характеристики
Согласно обзору, проведённому в рамках миссии NEOWISE на телескопе WISE, 2004 QY2 обладает альбедо поверхности 0,274, а диаметр составляет от 2,914 до 3,320 км.
По состоянию на 2018 год не было получено вращательных кривых блеска для 2004 QY2, период вращения и расположение оси вращения остаются неизвестными. Спектральный класс также не определялся.

## Номер и название
Астероиду был присвоен номер Центром малых планет 26 июня 2006 года. По состоянию на начало 2019 года объект не имел собственного названия.